# Пейсон (Іллінойс)
Пейсон (англ. Payson) — селище (англ. village) в США, в окрузі Адамс штату Іллінойс. Населення — 1025 осіб (2020).

## Географія
Пейсон розташований за координатами 39°49′1″ пн. ш. 91°14′40″ зх. д. / 39.81694° пн. ш. 91.24444° зх. д. (39.817051, -91.244480).  За даними Бюро перепису населення США в 2010 році селище мало площу 2,90 км², уся площа — суходіл.

## Демографія
Згідно з переписом 2010 року, у селищі мешкало 1026 осіб у 385 домогосподарствах у складі 291 родини. Густота населення становила 354 особи/км².  Було 416 помешкань (143/км²).
Расовий склад населення:
| - 99,1 % — білих - 0,1 % — корінних американців - 0,1 % — чорних або афроамериканців - 0,1 % — азіатів |

До двох чи більше рас належало 0,3 %. Частка іспаномовних становила 0,5 % від усіх жителів.
За віковим діапазоном населення розподілялося таким чином: 26,5 % — особи молодші 18 років, 61,0 % — особи у віці 18—64 років, 12,5 % — особи у віці 65 років та старші. Медіана віку мешканця становила 36,6 року. На 100 осіб жіночої статі у селищі припадало 97,7 чоловіків;  на 100 жінок у віці від 18 років та старших — 96,4 чоловіків також старших 18 років.
Середній дохід на одне домашнє господарство  становив 56 276 доларів США (медіана — 45 170), а середній дохід на одну сім'ю — 59 601 долар (медіана — 49 167). Медіана доходів становила 40 600 доларів для чоловіків та 30 650 доларів для жінок. За межею бідності перебувало 10,4 % осіб, у тому числі 11,3 % дітей у віці до 18 років та 8,4 % осіб у віці 65 років та старших.
Цивільне працевлаштоване населення становило 637 осіб. Основні галузі зайнятості: виробництво — 24,6 %, освіта, охорона здоров'я та соціальна допомога — 24,0 %, роздрібна торгівля — 10,4 %, науковці, спеціалісти, менеджери — 6,9 %.